# Beautiful People (canción de Ed Sheeran)
«Beautiful People» es una canción interpretada por el cantante y compositor británico Ed Sheeran en colaboración con el cantante estadounidense Khalid. Fue lanzada el 18 de junio de 2019 como el tercer sencillo del cuarto álbum de estudio de Sheeran No.6 Collaborations Project. Alcanzó la primera posición en las lista del Reino Unido en julio de 2019. La pista fue escrita por Ed Sherran, Khalid Robinson, Fred Gibson, Max Martin y Shellback.

## Antecedentes y lanzamientos
Ed Sheeran reveló la canción y la fecha de lanzamiento el 23 de junio de 2019. Imágenes de su grabación en un estudio se lanzaron en los días siguientes antes de su lanzamiento.
La pista fue escrita por Ed Sherran, Khalid Robinson, Fred Gibson, Max Martin y Shellback, mientras que la producción fue llevada a cabo por Ed Sheeran, Fred Gibson, Max Martin y Shellback. De acuerdo con Althea Legaspi de Rolling Stone, en la canción se refleja el punto 'de ser fiel a sí mismo y no tratar de convertirse en uno de esos llamados 'gente guapa' obsesionado con las cosas materiales y estatura', además agregó que tiene una composición de "bastante armonías vocales, [...] una melodía atractiva y ritmos mejorados".  Mike Nied de Idolator, escribió que en la canción se ve a los cantantes "abordar los temores de una multitud obsesionada con la imagen".

## Recepción y crítica
Mitch Findlay de HotNewHipHop, escribió que los cantantes "forman un par formidable de jóvenes compositores, posiblemente algunos de los mejores del panorama pop", y predijeron que «Beautiful People» probablemente disfrutará de un elevado futuro en las listas. Navjosh de HipHop-N-More llamó a la canción "una canción relajada que tiene el potencial de impactar a los fanáticos del pop y el R&B". Rap-Up lo llamó un "dúo ventoso".

## Vídeo musical
El video musical de «Beautiful People» se estrenó el 28 de junio. Fue llevado a cabo bajo la dirección de Andy McLeod.

## Créditos y personal
Créditos adaptados de Genius.
- Ed Sheeran  - voz, compositor, productor
- Khalid  - voces, compositor
- Max Martin  - compositor, productor
- Shellback  - compositor, productor, guitarra, programador
- Fred Gibson  - coros, compositor, productor, programador, bajo, batería, guitarra, teclados, ingeniería
- Alex Gibson - producción adicional
- Serban Ghenea - mezclador
- Denis Kosiak - ingeniería
- Joe Rubel - ingeniería
- John Hanes - ingeniería
- Michael Ilbert - ingeniería
- Stuart Hawkes - maestro

## Posicionamiento en listas
| Listas (2019)                             | Mejor posición |
| ----------------------------------------- | -------------- |
| Alemania (Official German Charts)         | 5              |
| Australia (ARIA)                          | 4              |
| Austria (Ö3 Austria Top 40)               | 7              |
| Bélgica (Ultratop) Flanders               | 13             |
| Bélgica (Ultratop) Wallonia               | 11             |
| Canadá (Canadian Hot 100)                 | 6              |
| China (Airplay/FL)                        | 1              |
| Dinamarca (Tracklisten)                   | 3              |
| Escocia (Official Charts Company)         | 5              |
| Eslovaquia (Radio Top 100)                | 15             |
| Eslovaquia (Singles Digitál Top 100)      | 2              |
| Eslovenia SloTop50                        | 20             |
| España (PROMUSICAE)                       | 53             |
| España (Bucle Top 20)                     | 13             |
| Estados Unidos (Billboard Hot 100)        | 18             |
| Estados Unidos (Adult Contemporary)       | 29             |
| Estados Unidos (Adult Top 40)             | 13             |
| Estados Unidos (Dance/Mix Show Airplay)   | 22             |
| Estados Unidos (Mainstream Top 40)        | 10             |
| Estonia (Eesti Tipp-40)                   | 3              |
| Francia (SNEP)                            | 34             |
| Finlandia (Suomen virallinen lista)       | 2              |
| Hungría (Single Top 40)                   | 10             |
| Hungría (Stream Top 40)                   | 4              |
| Irlanda (IRMA)                            | 2              |
| Italia (FIMI)                             | 30             |
| Islandia (Tonlist)                        | 20             |
| Japón (Japan Hot 100)                     | 45             |
| Malasia (RIM)                             | 4              |
| Noruega (VG-lista)                        | 4              |
| Nueva Zelanda Hot Singles (RMNZ)          | 2              |
| Países Bajos (Dutch Top 40)               | 5              |
| Países Bajos (Single Top 100)             | 6              |
| Polonia (Polish Airplay Top 100)          | 12             |
| Reino Unido (UK Singles Chart)            | 1              |
| República Checa (Singles Digitál Top 100) | 3              |
| Singapur (RIAS)                           | 2              |
| Suecia (Sverigetopplistan)                | 3              |
| Suiza (Schweizer Hitparade)               | 7              |

## Certificaciones
| País (organismo certificador) | Certificación | Unidades certificadas |
| ----------------------------- | ------------- | --------------------- |
| Australia (ARIA)              | 3x Platino    | 210 000               |
| Canadá (Music Canada)         | Platino       | 80 000                |
| Dinamarca (IFPI)              | Oro           | 45 000                |
| Italia (FIMI)                 | Oro           | 25 000                |
| Nueva Zelanda (RIANZ)         | Oro           | 15 000                |
| Reino Unido (BPI)             | Oro           | 400 000               |

## Historial de lanzamiento
| País   | Fecha               | Formato                      | Discográfica        | Ref    |
| ------ | ------------------- | ---------------------------- | ------------------- | ------ |
| Varios | 28 de junio de 2019 | Descarga digital y Streaming | Atlantic Records UK | [ 6 ]  |
| Italia | 5 de julio de 2019  | Contemporary hit radio       | Warner              | [ 60 ] |